# Katastralgemeinde Brückl
Die Katastralgemeinde Brückl, früher St. Johann bzw. St. Johann am Brückl, ist eine von fünf Katastralgemeinden der Gemeinde Brückl im Bezirk Sankt Veit an der Glan in Kärnten. Sie hat eine Fläche von 1.651,52 ha (Stand 31. Dezember 2023).
Die Katastralgemeinde gehört zum Sprengel des Vermessungsamtes Klagenfurt.

## Lage
Die Katastralgemeinde liegt im Zentrum der Gemeinde Brückl, im Südosten des Bezirks Sankt Veit an der Glan. Landschaftlich umfasst sie den südlichsten Teil des Görtschitztals, den Süden des Brückler Berglands, den Nordosten des Magdalensbergs und einen kleinen Bereich im Südwesten der Saualpe. Die Katastralgemeinde erstreckt sich über eine Höhenlage von 477 m ü. A. an der Gurk am Südrand der Katastralgemeinde bis zu 1205 m ü. A. am Grabuschkogel, einem Ausläufer der Saualpe an der Nordostgrenze der Katastralgemeinde.

## Ortschaften
Auf dem Gebiet der Katastralgemeinde Brückl liegen die Ortschaften Brückl, Hart, Johannserberg, Krainberg, Pirkach, Selesen
sowie Teile der Ortschaften St. Gregorn, Schmieddorf und Tschutta.

## Vermessungsamt-Sprengel
Die Katastralgemeinde gehört seit 1. Jänner 1998 zum Sprengel des Vermessungsamtes Klagenfurt. Davor war sie Teil des Sprengels des Vermessungsamtes St. Veit an der Glan.

## Geschichte
Ende des 18. Jahrhunderts wurden die Kärntner Steuergemeinden (später: Katastralgemeinden) gebildet und Steuerbezirken zugeordnet. Die Steuergemeinde St. Johann wurde Teil des Steuerbezirks Osterwitz.
Im Zuge der Reformen nach der Revolution 1848/49 wurden in Kärnten die Steuerbezirke aufgelöst und Ortsgemeinden gebildet, die jeweils das Gebiet einer oder mehrerer Steuergemeinden umfassten. Die Steuer- bzw. Katastralgemeinde St. Johann wurde Teil der Gemeinde St. Johann, die 1915 in Brückl umbenannt wurde. Die Größe der Katastralgemeinde wurde 1854 mit 2.873 Österreichischen Joch und 148 Klaftern (ca. 1.653 ha, entspricht also etwa der heutigen Fläche) angegeben; damals lebten 563 Personen auf dem Gebiet der Katastralgemeinde.
Die Katastralgemeinde Brückl bzw. früher St. Johann gehörte ab 1850 zum politischen Bezirk Sankt Veit an der Glan und zum Gerichtsbezirk Eberstein. Von 1854 bis 1868 gehörte sie zum Gemischten Bezirk Eberstein. Seit der Reform 1868 ist sie wieder Teil des politischen Bezirks Sankt Veit an der Glan, zunächst als Teil des Gerichtsbezirks Eberstein, seit dessen Auflösung 1978 als Teil des Gerichtsbezirks St. Veit an der Glan.